# Mikkel Kessler
Mikkel Kessler, född den 1 mars 1979, är en dansk professionell boxare och tvåfaldig WBA & WBC-mästare i super mellanvikt. I sin professionella karriär har han ett rekord på 44-2 med 33 knockouts.

## Fotnoter
1. ↑  BoxRec, BoxRec boxar-ID: 16951, läst: 22 april 2022.[källa från Wikidata]